# Стаксруд, Михаэль
Михаэль Стаксруд (норв. Michael Staksrud); (2 июня 1908 Гран, Норвегия — 10 ноября 1940 Gjersjøen, Норвегия) — норвежский конькобежец, трёхкратный чемпион мира, двукратный чемпион Европы, двукратный чемпион Норвегии. Рекордсмен мира. Выступал за клубы «Brandbu Idrettsforening», «Hamar Idrettslag» и «Oslo Skøiteklub».

## Спортивная биография
Норвежское трио — Михаэль Стаксруд, Ивар Баллангруд и Ханс Энгнестанген доминировал на национальных и международных соревнованиях в 30-е годы XX века. Показателен забег на 1500 метров 29 января 1939 года в Давосе. Стаксруд, будучи обладателем рекорда мира на этой дистанции 2.14,9, пробежал быстрее мирового рекорда — 2.14,4, но бежавший с ним в паре Баллангруд финишировал на 0,4 секунды быстрее Стаксруда. Тем не менее, обладателем нового рекорда мира стал Энгнестанген финишировавший с результатом 2.13,8.
На чемпионатах мира Михаэль Стаксруд побеждал в 1930, 1935 и 1937 годах, был вторым в 1932 и 1933 годах и третьим в 1929 году.
На чемпионатах Европы победил в 1934 и 1937, был вторым в 1930 годах. Дважды побеждал на чемпионатах страны.
Михаэль Стаксруд участвовал на трёх олимпийских играх (1928, 1932, 1936), но медалей не завоевал.
В 1940 году он утонул в озере в возрасте 32 лет.

## Медали
| Чемпионаты         | 1              | 2         | 3         |
| Чемпионат мира     | 1930 1935 1937 | 1932 1933 | 1929      |
| Чемпионат Европы   | 1934 1937      | 1930      | –         |
| Чемпионат Норвегии | 1932 1934      | 1929 1930 | 1929 1936 |

## Рекорды мира
| Дистанция | Время  | Дата            | Место |
| --------- | ------ | --------------- | ----- |
| 3000 м    | 4.59,1 | 25 февраля 1933 | Хамар |
| 1500 м    | 2.14,9 | 31 января 1937  | Давос |